# Tomás Howard, 3.º Duque de Norfolk
Tomás Howard, 3.º Duque de Norfolk (em inglês: Thomas Howard; 1473 — 1554) foi um destacado político durante a Dinastia Tudor.

## Vida
Tomás era o filho mais velho de Tomás Howard, 2.º Duque de Norfolk. Casou-se em 1495 com Ana (1475–1512), filha de Eduardo IV, o que o tornou cunhado de Henrique VII, que havia se casado com a irmã de Ana, Isabel. Tornou-se grão-almirante em 1513 e liderou o comboio do exército inglês em Flodden em setembro, sendo feito conde de Surrey em fevereiro de 1514. Em 1513, tomou como segunda esposa Isabel (m. 1558), filha de Eduardo Stafford, duque de Buckingham. Em 1520, foi à Irlanda como vice-lorde, mas logo desocupou o posto para comandar as tropas que saquearam e devastaram Morlaix, um bairro de Bolonha, na França, em 1522; depois invadiu e devastou o sul da Escócia. Sucedeu seu pai em maio de 1524 e, como o mais poderoso nobre da Inglaterra, liderou o partido hostil ao cardeal Tomás Wolsey.
Tomás favoreceu o divórcio de Henrique VIII de Catarina de Aragão e seu casamento com Ana Bolena. Em 1529, se tornou presidente do conselho, mas em poucos anos sua posição foi abalada pelo destino de Ana Bolena, em cujo julgamento e execução presidiu como lorde alto administrador. Mas suas habilidades militares tornaram-no quase indispensável para o rei e, em 1536, logo após a eclosão da Peregrinação da Graça, foi despachado para o norte da Inglaterra; temporizou com os rebeldes até que o perigo passou, e então, como o primeiro presidente do conselho do norte, os castigou com grande severidade. Compartilhando do ódio geral contra Thomas Cromwell, prendeu o ministro em junho de 1540. Liderou o exército inglês à Escócia em 1542 e à França em 1544; mas a execução de Catarina Howard, outra de suas sobrinhas que se tornara a esposa do rei, enfraquecera sua posição. Seu filho Henrique Howard, Conde de Surrey, foi preso sob acusação de traição; o próprio Tomás sofreu o mesmo destino como cúmplice do crime.
Em janeiro de 1547, Henrique foi executado; seu pai foi condenado à morte por um projeto de lei, mas devido à morte do rei, a sentença não foi cumprida. Tomás permaneceu na prisão durante todo o reinado de Eduardo VI, mas em agosto de 1553 foi libertado e restaurado ao seu ducado (ironicamente, pela rainha Maria I, filha de Catarina de Aragão). Novamente assumindo o comando do exército inglês, foi enviado para reprimir a rebelião que havia eclodido sob Sir Thomas Wyatt, mas seus homens fugiram diante do inimigo. Atuou como senhor alto administrador no julgamento de João Dudley, 1.º Duque da Nortúmbria; faleceu em 25 de agosto de 1554.